# WhyEurope
O WhyEurope é uma organização sem fins lucrativos, partidária e independente, fundada em 2016 em Freiburg im Breisgau, Alemanha. O objetivo é destacar os benefícios da União Europeia para um cidadão comum no seu dia a dia, adotando um estilo inovador de comunicação. Desde setembro de 2017, o WhyEurope e. V. é uma associação registrada oficialmente com sede em Tübingen, Alemanha. Possui aproximadamente 30 membros de mais de 10 estados europeus. 

## Antecedentes e História
A iniciativa foi fundada pelos três estudantes Hans-Christoph Schlüter, Benedikt Erasmus Kau e Mirko Moser-Abt. Todos os três compartilharam uma preocupação com a ascensão do euroceticismo e do populismo de direita.  O resultado do referendo do Brexit foi o gatilho para que eles se tornassem ativos. Eles decidiram publicar fotos com simples mensagens pró-europeias no Facebook, Twitter e Instagram . 

## Estilo de Comunicação
Por que a Europa adotou um estilo de comunicação que eles chamam de " Populismo Positivo". Os fundadores descrevem a abordagem como simples, emocional e pessoal.  Abstêm-se de incluir termos difíceis, políticos ou legais em seus slogans e tornam suas mensagens o mais cativantes e curtas possível. Além disso, o WhyEurope visa desencadear emoções positivas, conectando questões políticas a tópicos do cotidiano, como amor ou felicidade.  A iniciativa visa apontar as vantagens concretas que os benefícios complexos da integração européia têm no cotidiano das pessoas. Os fundadores declararam repetidamente que o Populismo Positivo deve ser visto como um estilo de comunicação simples e emocional, mas sustenta uma base de fatos e evidências concretas.  Ao contrário dos populistas "negativos" reais, eles querem fornecer evidências e explicações factuais para suas reivindicações. 
O WhyEurope considera o populismo positivo uma abordagem para se opor aos movimentos populistas e extremistas atuais.  Segundo eles, a comunicação técnica da União Européia pode ter contribuído para a falta de apoio que essas instituições receberam nos últimos anos. A adoção de uma abordagem de comunicação mais atraente pode ajudar a União a recuperar a confiança. 

## Independência
Desde a sua fundação, o WhyEurope sempre enfatizou seu caráter como uma iniciativa não-partidária e independente. Apesar de estarem em contato com os atores da União Européia, eles têm declarado repetidamente sua distância das instituições da UE.  Eles se recusam a aceitar qualquer apoio financeiro, sob qualquer forma, da União Europeia e de outras instituições ou atores políticos. 

## Relação com outras iniciativas
Por que a Europa teve várias cooperações com outras iniciativas pró-europeias. Desde o início de 2016, Benedikt Kau e Hans-Christoph Schlüter estavam em contato com Daniel   Röder e Sabine Röder quando lançaram as manifestações sob o nome Pulse of Europe .  A Pulse of Europe adotou a campanha e o slogan da campanha "Blijf bij ons", com foco   nas eleições gerais holandesas . Juntas, as iniciativas mobilizaram dez milhares de pessoas participando de manifestações pró-europeias. 
Outras cooperações incluíram projetos com os jovens federalistas europeus e a Laute Europäer  .

## Recepção
Em 31 de janeiro, Marine Le Pen ( Front National ) apresentou um pedido parlamentar no Parlamento Europeu, perguntando sobre o financiamento do WhyEurope através da Comissão Europeia .  O comissário Günther Oettinger, então responsável pelo orçamento da UE, respondeu que a Comissão não financiou o WhyEurope de nenhuma maneira e que o nome não foi encontrado no sistema contábil central. 
Quando o EURACTIV descobriu a conta WhyEurope no Twitter, há alguns dias, ficamos intrigados com o frescor das mensagens pró-europeias, em contraste com as comunicações oficiais geralmente chatas da UE.— Georgi Gotev, Senior Editor em Euractiv
Em novembro de 2017, o WhyEurope recebeu o Prêmio Europeu de Comunicação Pública do Comitê das Regiões Europeu .   O prêmio foi recebido durante o EuroPCom no hemiciclo do Parlamento Europeu .      
Em maio de 2018, o WhyEurope recebeu o Arno-Esch-Preis pela Association of Liberal Academics in Germany 